# ハボタン

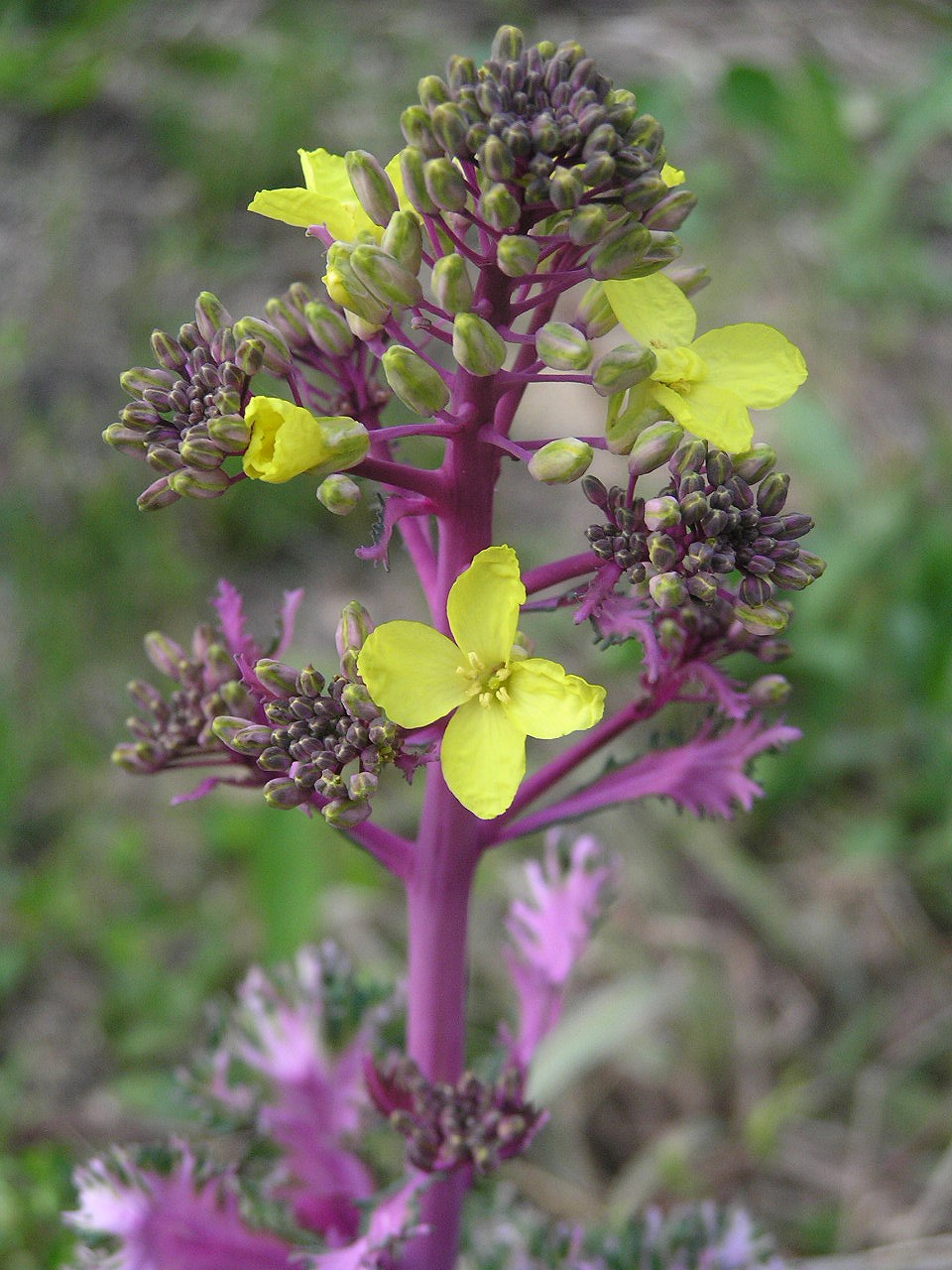
ハボタンの花

ハボタン（葉牡丹 Brassica oleracea var. acephala f. tricolor）は、アブラナ科アブラナ属の多年草。園芸植物として鮮やかな葉を鑑賞するが、観葉植物より一年草の草花として扱われる事が多い。
名前の由来は、葉を牡丹の花に見立てたもの。耐寒性に優れ、冬の公園を彩るほか、門松の添え物にも利用されるが、暖地では色づかず、寒地では屋外越冬できない。

## 概要
様々に着色した葉が、サニーレタスのように同心円状に集積した形態のものを鑑賞する。
大別して葉に葉緑体以外の色素を持たない品種と、赤キャベツ同様に色素（アントシアニン）を持つものがあり、一定以下の低温に晒されてから出葉すると葉緑素が抜け、白やクリーム色、または紫、赤、桃色等に色づく。それまでに分化した葉が周縁部を緑色に縁どり、着色した中心部の葉とのコントラストが映える。
主に冬期の花壇やプランターなどで、屋外栽培される。花は黄色で4-5月に開花するが、観賞の対象とされず、とう（薹）が立つ前に処分されてしまうことが多い。
また、多年草として育てれば樹木のような枝を出し、それぞれの枝の先端にハボタンがついた姿（踊りハボタン）となる。

## 作出
結球しない古い品種のキャベツ、またはケールが主に観賞用として栽培されるうち、品種改良されたと見られる。
ケールの渡来時期は鎌倉時代中期または江戸時代前期とされるが、現在見られるハボタンの作出時期としては、園芸ブームに沸き、草本植物の斑入りなど葉変わりが珍重された江戸中期以降と見られ、縁起のよい紅白二色が好まれたという。当時、博物学者の山岡恭安による『本草正正譌』（1778年）で牡丹菜、葉牡丹と記載されているのが文献上の初見とみられ、古典園芸植物とも言いうる。
明治以降は冬の園芸植物として広まる一方で海外に紹介され、戦後はさらに品種も増え、現在では世界各地で栽培されている。

## 園芸品種
園芸品種には、主に葉の形状に特色をもつものと、色づきに特徴のあるものがある。従来は花壇や鉢植え用の植物であったが、大阪花博（国際花と緑の博覧会）で切り花用の茎が長く伸びる品種が発表されるなど、多様化している。
葉が平滑な東京丸葉が江戸時代からの直系であり、これに縮緬性のケールを再交配し、葉の先が大きく縮れる名古屋縮緬が鉢植え向けに作出された。戦後、両者を交配してその中間の、葉が波を打っている大阪丸葉が生まれ、この3種が代表的で、それぞれに白と紅（赤紫色）、薄紅の3色があった。品種名は紅スズメ、白スズメ（縮緬系）、紅ハト、白ハト、ツグミ（丸葉系）など。
1980年代から、葉が縮れて深い切れ込みがある「くじゃく」や「さんご」「かんざし」、中央部だけが紅になる「日の丸」、葉の部分が小さな切り花用の高性種など様々な品種が出てきた。
ハボタンは自家不和合性を持つため、他のアブラナ属近縁種植物と交雑しやすく、種取りや品種改良では注意する必要がある。また、販売されている新品種の多くは一代雑種であり、種子を採っても同じものは育たない。

## 栽培
播種期は真夏の7月から8月の上旬である。
種は2-3日で発芽するが、小苗は様々な害虫の大好物で、一晩で全滅することも多い。種をまいたらオルトラン粒剤などを一緒にまき、虫に食われないようにする。発芽直後の徒長を抑えるために矮化剤を使うこともある。
1，2回仮植えしたあと、花壇に25cmくらいの間隔で定植するか、6寸以上の鉢に植える。矮化剤の使用や播種時期を遅らせることでミニハボタンに出来る。気温が下がらないと着色した葉は出現しない。着色後も肥料の晩利きで緑色の葉が出たり、キャベツのように葉が丸まろうとする。気温の上昇でも緑色の葉が出る。
春に開花した株を、花茎と共に数枚の葉を付けて切り取ることで踊りハボタンとして育てることができる。花茎を切り取った後に一回り大きな鉢に植え替えて育てると樹木のように枝が伸び、秋には踊りハボタンとなる。

### 病気
- 苗立枯病：リゾクトニア菌が原因。苗を定植した直後に掛かりやすい。水をやりすぎた際にも枯れやすくなる。リゾレックス水和剤が有効。
- 灰色かび病：ゲッター水和剤が有効。

### 害虫
- アオムシ：葉を食害する。4-6月と9-11月に発生しやすい。
- コナガ：葉を食害する。4-7月と9-11月に発生しやすい。
- カブラヤガ：昼間は地中に潜み、夜間に細部を食害する。4-6月と8-11月に発生しやすい。
- ヨトウムシ：ハスモンヨトウ。葉を食害する。5-6月と9-11月に発生しやすい。

これらすべての害虫に、オルトラン水和剤が有効。

## 食用
食用植物であるキャベツやケールと同種なので食べることは可能だが、以下の点に留意すべきである。
- 食用に改良された野菜より食味が落ちる。
- 園芸用農薬（野菜への使用が禁じられているもの）が付着している可能性がある。

## ギャラリー

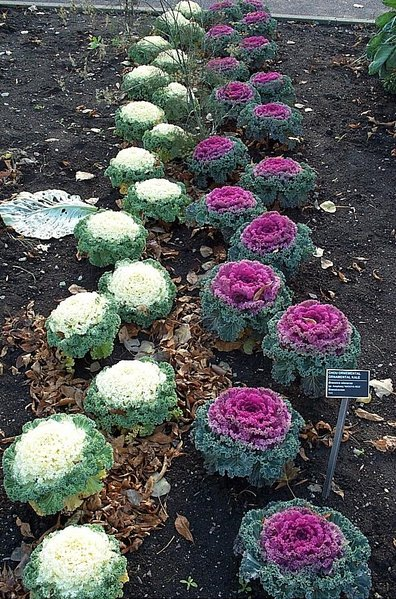
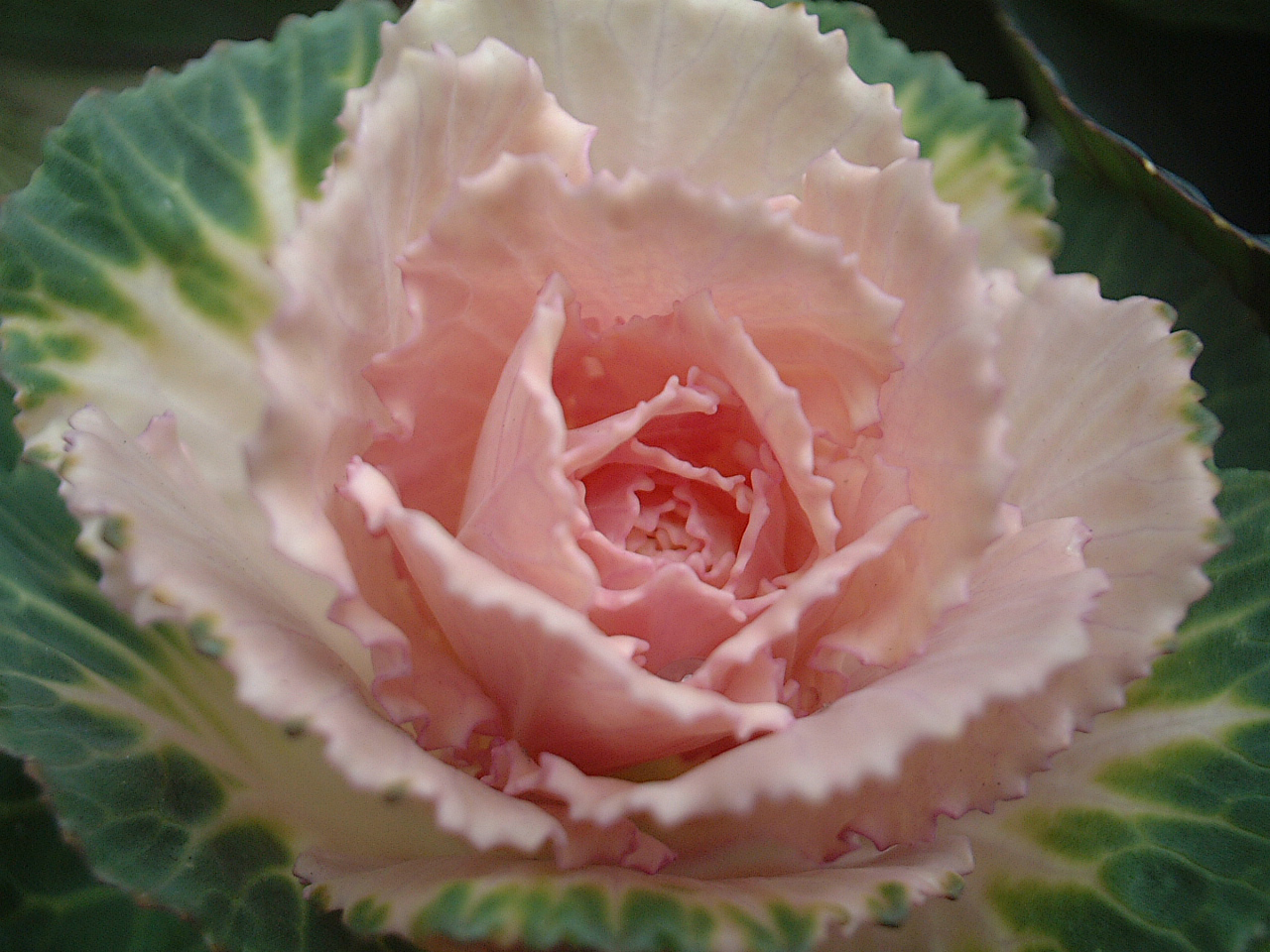
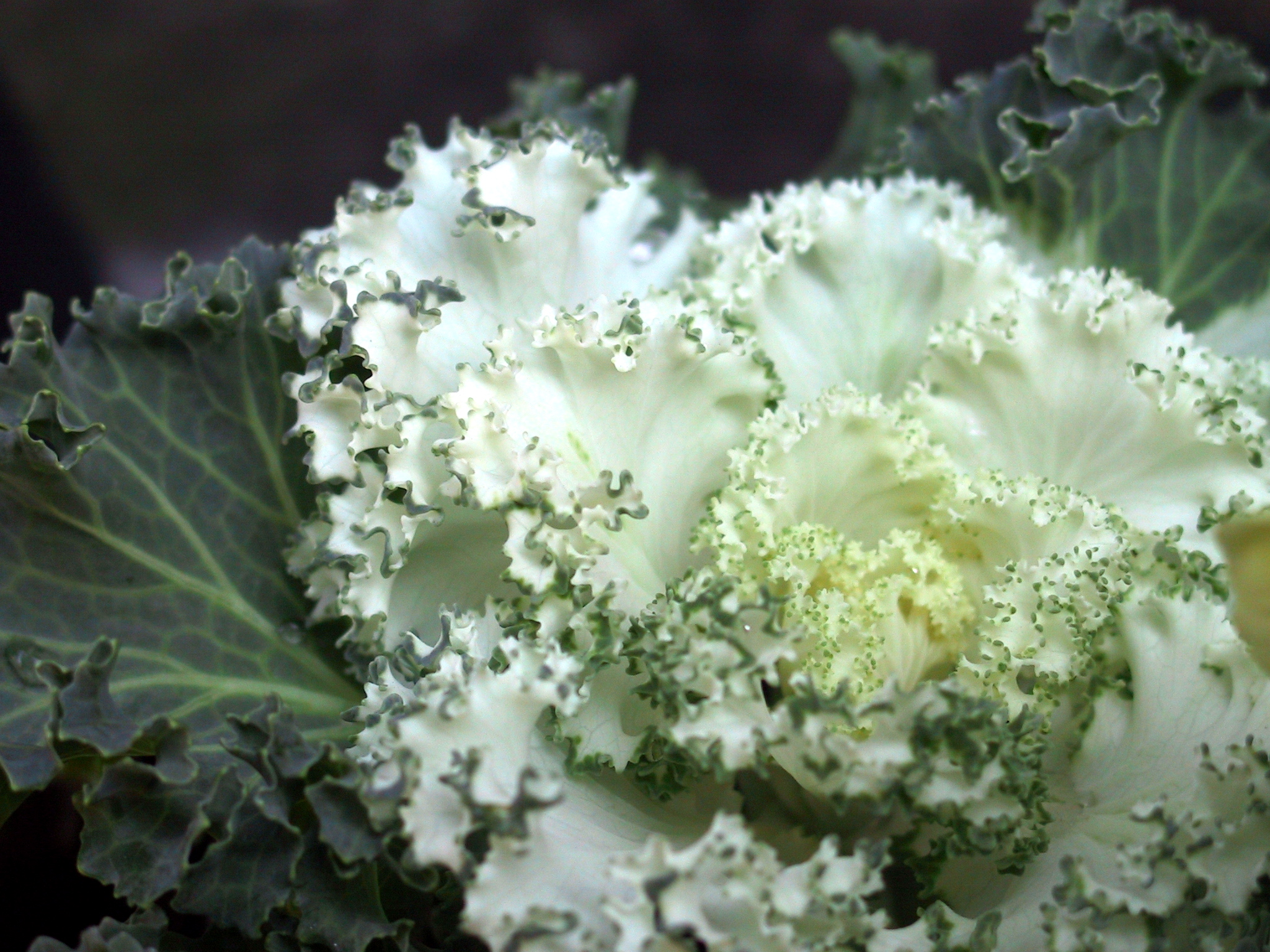
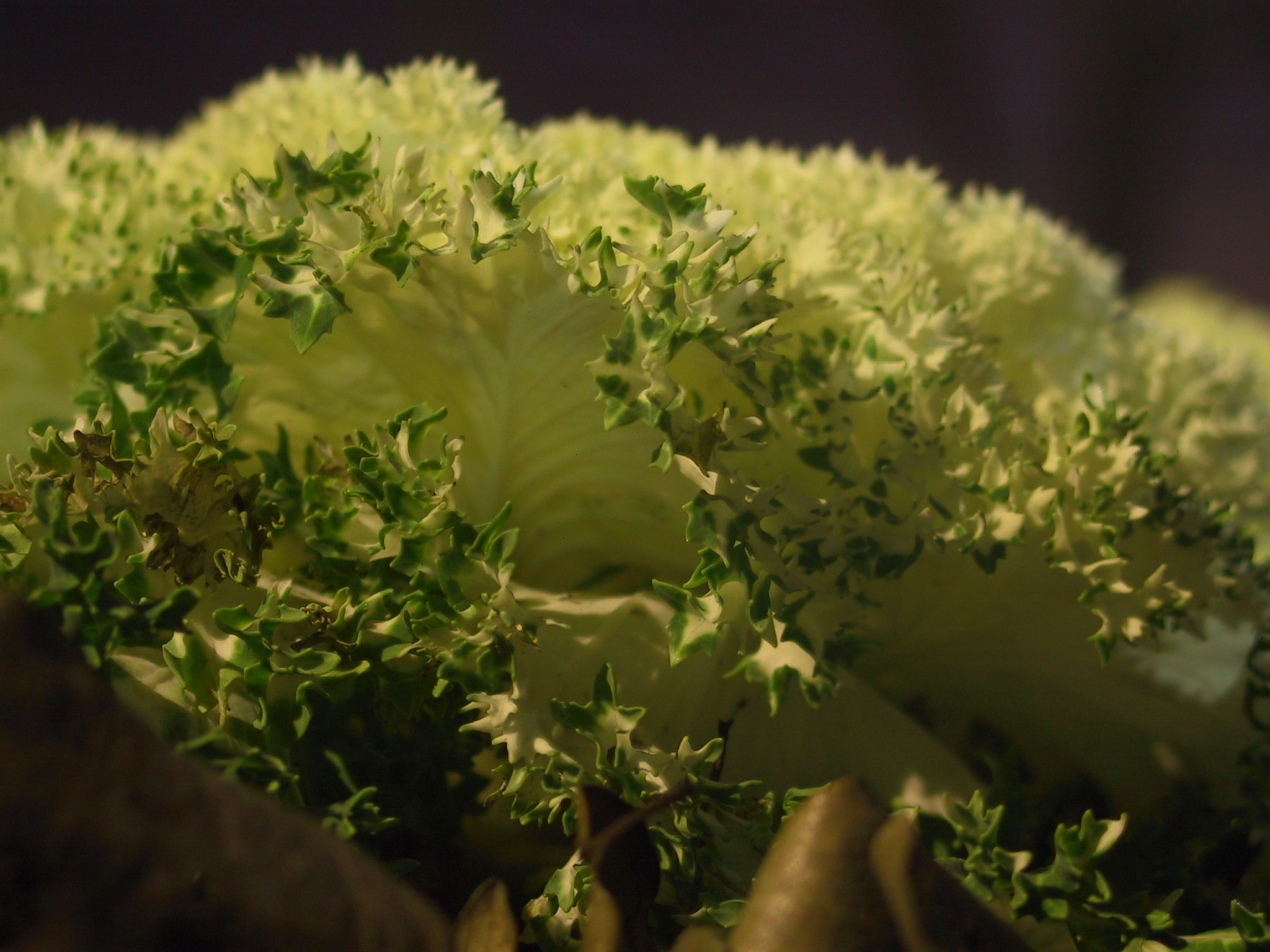
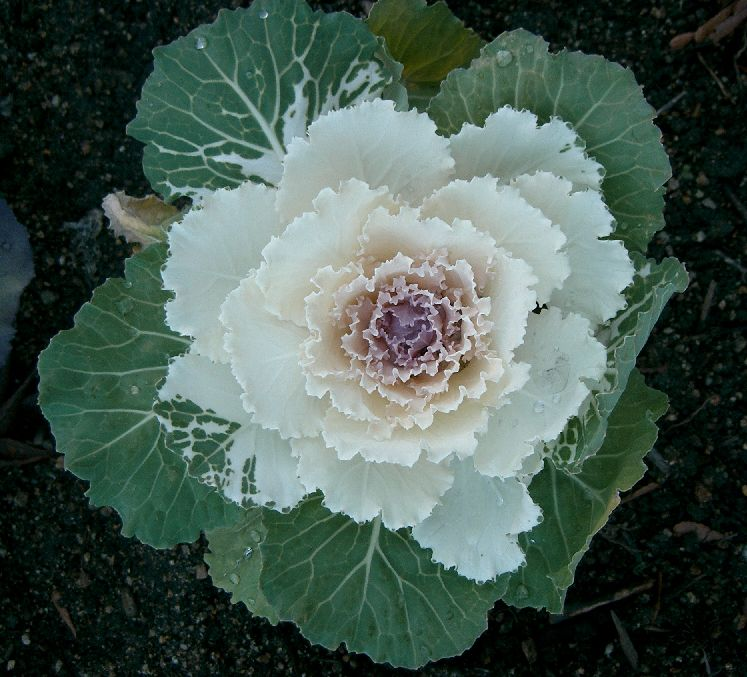
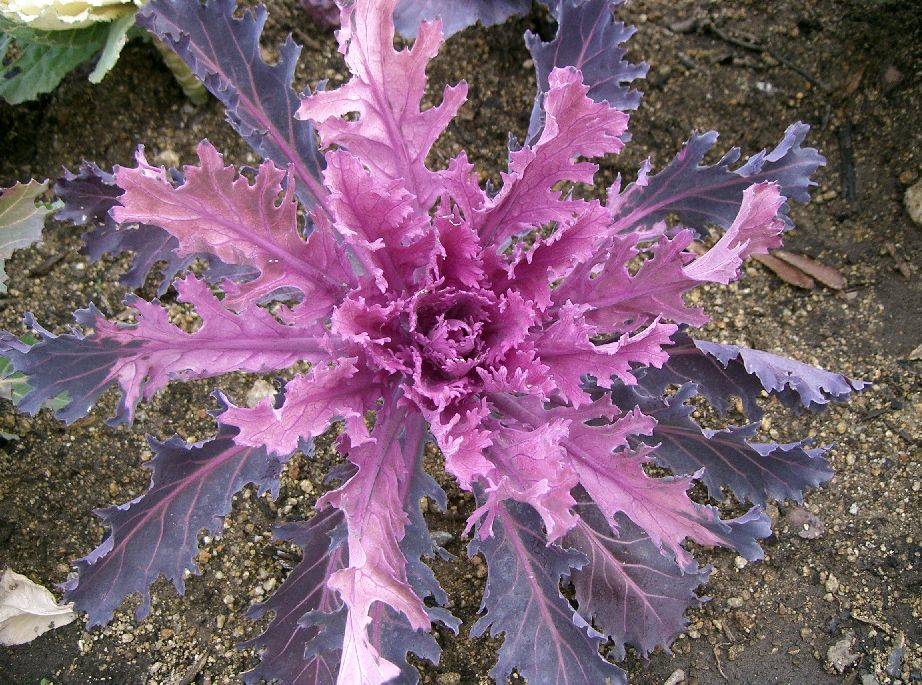
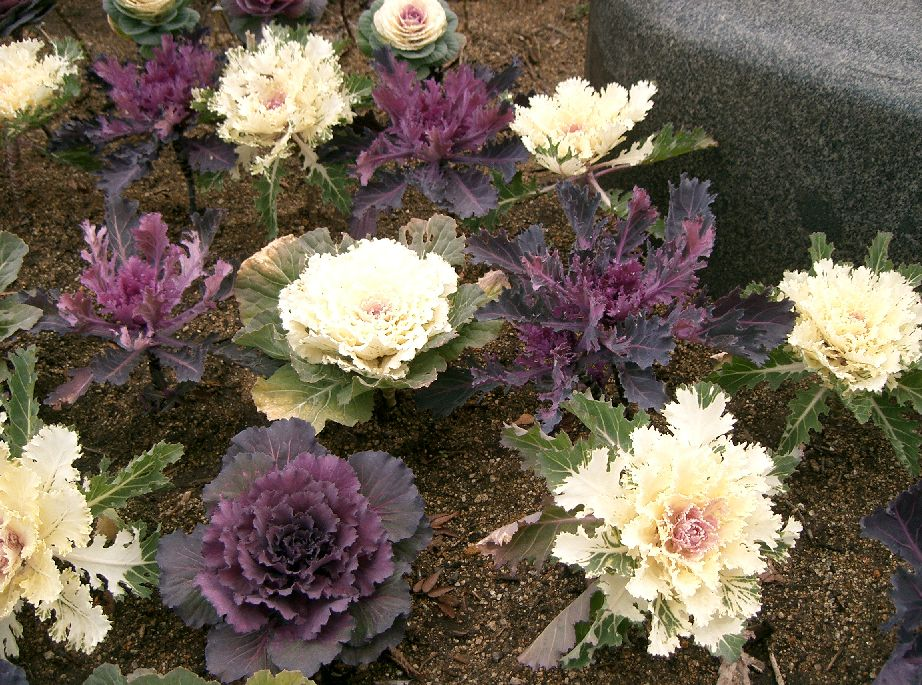
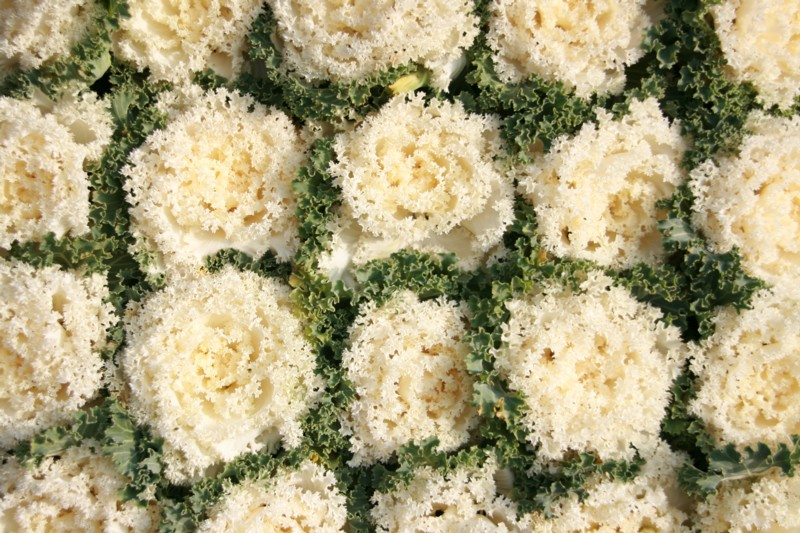
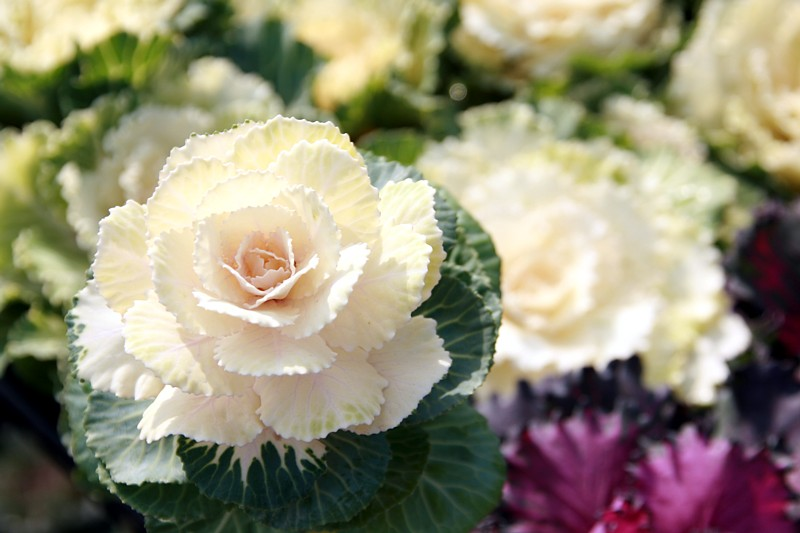
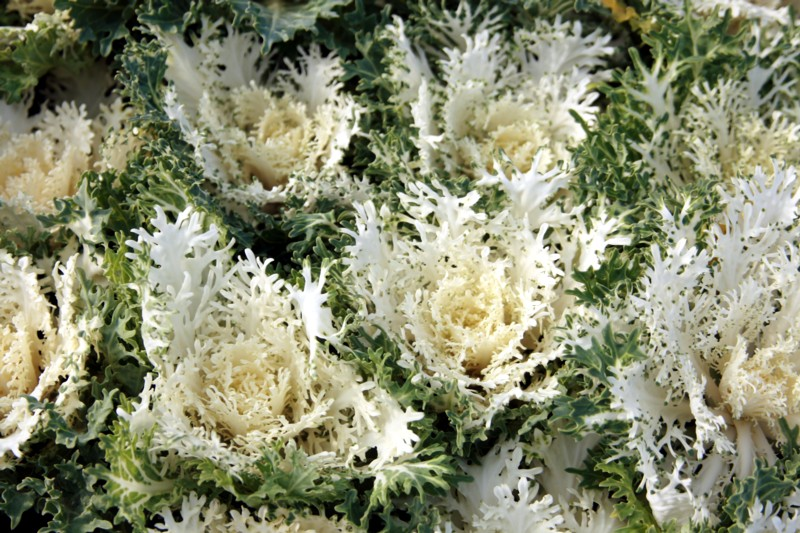
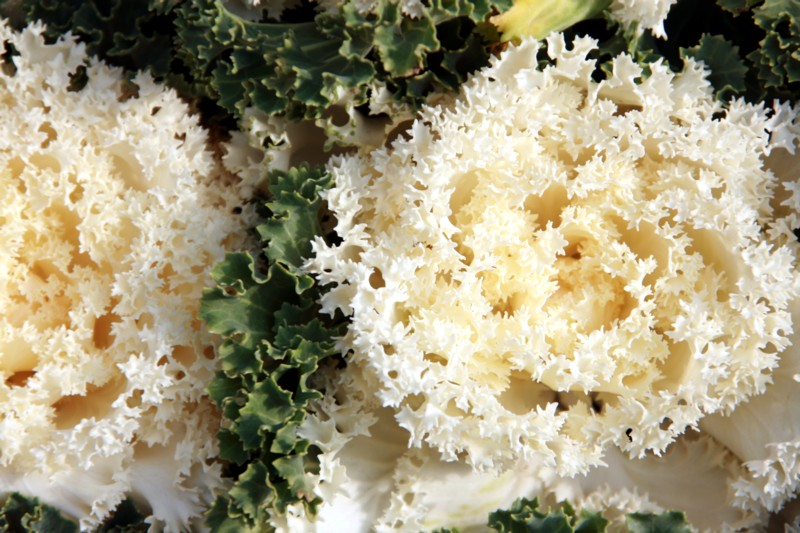
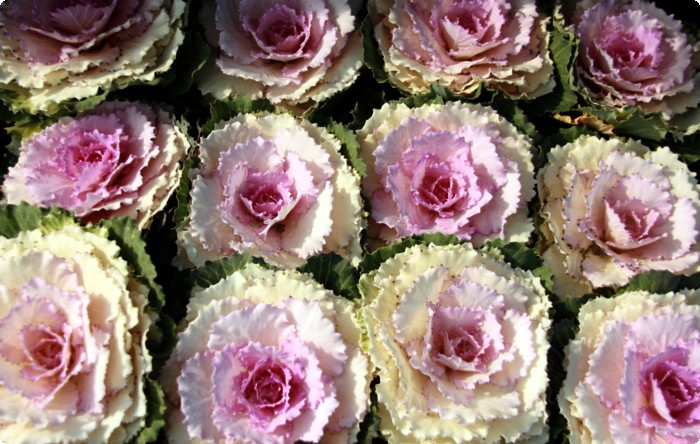